# Ștefan Bertalan
Ștefan Bertalan (n. 30 mai 1930, Răcăștia, Hunedoara, România – d. 30 decembrie 2014, Timișoara, România) fost un artist plastic român.

## Biografie

### Educație
A absolvit Institutul de Arte Plastice “I. Andreescu” din Cluj în anul 1962, în același an începându-și cariera de profesor de la Liceul de Arte Plastice din Timișoara. Între 1970 – 1981 a fost lector universitar la Facultatea de Construcții.

### Carieră artistică
Personalitate marcantă a vieții artistice timișorene, artistul plastic profesionist Ștefan Bertalan este recunoscut și apreciat deopotrivă pe plan național și internațional. Este unul dintre primii adepți și promotori ai curentelor artistice neoavangardiste, inovatoare din Banat și din România. Este de asemenea fondatorul școlii de design și de artă experimentală din
Timișoara și din România. Este co-fondator al Grupului 111, primul grup experimental din România. Între anii 1970 – 1980 a fost membru al celebrului grup de artă experimentală Sigma 1. Începând din anul 1964 a fost membru al Filialei din Timișoara a Uniunii Artiștilor Plastici.
A avut numeroase participări la saloane oficiale, la expoziții de grup și colective în țară: Timișoara (1962 – 1979), București (1968 – 1979), Milano (Italia) 1968, Nürnberg (Germania) 1969, Oslo (Norvegia) 1969, Novi Sad (Iugoslavia) 1969, Edinburg (Marea Britanie) 1970. E reprezentat în colecții de stat și particulare din România.
În plan cultural poziția de avanpost artistic pe care o deține încă în Timișoara se datorează
eforturilor susținute ale unor artiști și în special lui Ștefan Bertalan. Astfel, activitatea didactică a lui Ștefan Bertalan s-a desfășurat pe o lungă perioadă de timp la Liceul de Artă din Timișoara, devenit principalul laborator experimental în care profesorii artiști își puneau în aplicare ideile novatoare, dar și la Facultatea de Arhitectură din Timișoara, unde prezența lui a influențat în mod decisiv generații întregi de viitori arhitecți. În cadrul acestor cursuri, Ștefan Bertalan a realizat împreună cu studenții acțiunile sale deosebit de importante pentru arta românească a deceniului 7–8: „O duminică plastică. Spectacol pentru publicul parcului” (1977) și „Leonardo. Spectacol pentru publicul parcului” (1978) ambele conținând atât amenajarea unui ambient artistic în parcul central cât și happening-uri la care au participat și studenții. Și dacă mai târziu, în urma prezentării la Pavilionul României în cadrul Bienalei de Arhitectură de la Veneția (1966) s-a vorbit despre o școală de arhitectură timișoreană, acest lucru se datorează fără îndoială și influenței formative a profesorului Ștefan Bertalan.
În 1986 s-a stabilit în Germania unde a trăit până în 2012 la Öhringen. Din cauza unei boli grave s-a întors în 2012 la Timișoara unde a decedat doi ani mai târziu.